# MADtv
Mad TV (estilizado como MADtv) é um programa humorístico de esquetes, baseado na Revista MAD. Foi transmitido pela Fox Broadcasting Company entre 14 de outubro de 1995 e 16 de maio de 2009. Em 1999, venceu o Emmy do Primetime de melhor programa TV.
O programa era emitido durante uma hora aos sábados às 23h (Hora da Costa Oeste dos E.U.A.) pela FOX. MAD TV foi criado por Fax Bahr e Adam Small, que escreveu para a Vida Em Cor, os também responsáveis do o programa Gary & Mike e Blue Collar TV. A série foi originalmente produzida por Bahr / pequenas produções e Quincy Jones / David Salzman Entertainment (QDE) em associação com a 20th Century Fox Television. A série terminou com a décima quarta temporada, em 2009.

## Formato
MAD TV é considerado o sucessor de In Living Color, esboço comédia o anterior canal FOX. Fax Bahr e Adam Small foram escritores para Viver No Color. Além disso, alguns dos MAD TV esboços foram baseadas em outras de cores na vida.
Comparações com o show Saturday Night Live são inevitáveis, dada a semelhança entre a formatos e horários no sábado à noite (MAD TV era transmitido a partir de 11:00 até 12:00, enquanto a transmissão de Saturday Night Live era das 11:30 à 1:00).

## Temporadas
| Temporada | Temporada | Episódios | Episódios | Originalmente exibido  | Originalmente exibido  | Originalmente exibido |
| Temporada | Temporada | Episódios | Episódios | Estreia da temporada   | Final da temporada     | Emissora              |
| --------- | --------- | --------- | --------- | ---------------------- | ---------------------- | --------------------- |
|           | 1         | 19        | 19        | 14 de outubro de 1995  | 22 de junho de 1996    | Fox                   |
|           | 2         | 22        | 22        | 21 de setembro de 1996 | 17 de maio de 1997     | Fox                   |
|           | 3         | 25        | 25        | 20 de setembro de 1997 | 16 de maio de 1998     | Fox                   |
|           | 4         | 25        | 25        | 29 de agosto de 1998   | 22 de maio de 1999     | Fox                   |
|           | 5         | 25        | 25        | 25 de setembro de 1999 | 20 de maio de 2000     | Fox                   |
|           | 6         | 30        | 30        | 23 de setembro de 2000 | 23 de junho de 2001    | Fox                   |
|           | 7         | 25        | 25        | 22 de setembro de 2001 | 18 de maio de 2002     | Fox                   |
|           | 8         | 25        | 25        | 14 de setembro de 2002 | 17 de maio de 2003     | Fox                   |
|           | 9         | 25        | 25        | 13 de setembro de 2003 | 22 de maio de 2004     | Fox                   |
|           | 10        | 23        | 23        | 18 de setembro de 2004 | 21 de maio de 2005     | Fox                   |
|           | 11        | 22        | 22        | 17 de setembro de 2005 | 20 de maio de 2006     | Fox                   |
|           | 12        | 22        | 22        | 16 de setembro de 2006 | 19 de maio de 2007     | Fox                   |
|           | 13        | 16        | 16        | 15 de setembro de 2007 | 17 de maio de 2008     | Fox                   |
|           | 14        | 17        | 17        | 13 de setembro de 2008 | 16 de maio de 2009     | Fox                   |
|           | 15        | 8         | 8         | 26 de julho de 2016    | 27 de setembro de 2016 | The CW                |